# Christelle Maurin
Pour les articles homonymes, voir Maurin.
Œuvres principales
- L'Ombre du soleil

Christelle Maurin est une écrivaine française né en 1975. Originaire de Marseille, elle vit à Cuges-les Pins depuis l'âge de six ans.[réf. nécessaire]

## Œuvres
- L'Ombre du soleil : roman, Paris, Fayard, 2005, 382 p. (ISBN 2-213-61576-4)
- 2vin ki g tué, Éditions ThoT, coll. « Polar » 2013  (ISBN 978-2-84921-282-0)

## Récompenses
- 2006 : Prix du Quai des Orfèvres pour L'Ombre du soleil.